# Manchester Art Gallery
Manchester Art Gallery, tidigare Manchester City Art Gallery, är ett offentligägt museum och konstgalleri i Manchester i England. Det grundades 1823 som The Royal Manchester Institution. Det första verket som 1827 inköptes var James Northcote A Moor. Museet öppnade sina portar för allmänheten 1833 och döptes om till Manchester Art Gallery 1882. 
Manchester Art Gallery rymmer ett stort antal konstverk av internationell betydelse och har en samling på mer än 25 000 objekt. Museet är öppet sju dagar i veckan och inträdet är gratis. 
Utställningslokalen är uppdelad i tre byggnader, varav två är byggnadsminnesmärkta och ritade av Charles Barry 1824–1835 respektive 1837.